# Rouge Adolescence
《Rouge Adolescence》（ルージュ アドレッセンス）於2010年1月20日由Geneon Universal Entertainment Japan, LLC.發行，是ELISA的第2張專輯。

## 概要
- 專輯標題是日語「胭脂色青春期」的意思。
- 初回版限定盘附有收录了访谈作为映像特典的DVD。
- 第三首曲子Real Force的单曲版将于2010年2月24日发售。

## 收錄曲
1. Prologue of Rouge Adolescence
  - 作曲・編曲：川井憲次
2. Wonder Wind
  - 作詞：六ツ見純代、作曲：田代智一、編曲：前口渉
  - 電視動畫「旋風管家!!」主題曲
3. Real Force
  - 作詞：六ツ見純代、作曲・編曲：菊田大介（Elements Garden）
  - 電視動畫「科學超電磁砲」第二期片尾曲
4. Dear My Friend -まだ見ぬ未来へ-
  - 作詞：春和文、作曲：渡辺拓也、編曲：大久保薰
  - 電視動畫「科學超電磁砲」第一期片尾曲
5. Snowy Bell
  - 作詞：酒井伸和、作曲・編曲：天門
6. 凛々と
  - 作詞：西田恵美、作曲・編曲：菊田大介
7. Absolute Perfection (Interlude) 
  - 作曲：しほり、編曲：大久保薰
8. Waterland
  - 作詞：岩里祐穂、作曲：柳田しゆ、編曲：大久保薰
9. 聖櫃のプロフェシア
  - 作詞・作曲：志倉千代丸、編曲：水野大輔
10. Absolute Perfection 
  - 作詞：西田恵美、作曲：しほり、編曲：大久保薰
11. 慈しみのボレロ
  - 作詞：Satomi、作曲：Shusui、編曲：前口渉
12. Epilogue of Rouge Adolescence
  - 作曲・編曲：川井憲次